# معركة إديسون ريدج
معركة إديسون ريدج (بالإنجليزية: Battle of Edson's Ridge)‏، والمعروفة أيضا باسم معركة ريدج الدموية، أو معركة غزاة ريدج، هي معركة في الحرب العالمية الثانية بين جيش اليابان الإمبراطوري والحلفاء (أساسا الولايات المتحدة الأمريكية البحرية السلك) القوات البرية. في الفترة من 12-14 سبتمبر 1942 في غوادالكانال في جزر سليمان، وهي الثانية من ثلاث هجمات منفصلة البرية اليابانية الرئيسية خلال «حملة غوادالكانال».
في المعركة، صدّت قوات البحرية الأمريكية، تحت قيادة اللواء الأمريكي ألكساندر فانديغريفت، هجومًا شنّه لواء المشاة الياباني الخامس والثلاثين، بقيادة اللواء الياباني كيوتاكي كاواغوتشي. كانت قوّات البحرية تدافع عن محيط لونغا الذي كان يحمي مطار هندرسون في غوادالكانال، والتي استولى عليها الحلفاء بعد دحر اليابانيين عن طريق عمليات الإنزال في غوادالكانال في 7 أغسطس 1942. أُرسلت وحدة كاواغوتشي إلى غوادالكانال للتصدّي لعمليات الإنزال التي نفّذها الحلفاء في خضمّ مهمّة تهدفٍ إلى استعادة المطار واستدراج قوات الحلفاء من الجزيرة.
استهوانًا منهم بقوّة قوّات الحلفاء في غوادالكانال -نحو 12 ألف جندي- أقدم جنود كاواغوتشي البالغ عددهم 6 آلاف جندي بعدة هجوماتٍ جبهوية ليلية على دفاعات الولايات المتحدة. وقع الهجوم الياباني الرئيسي حول حافة لونغا جنوب مطار هندرسون، التي تحرسها قوّات من عدة وحدات من فيالق البحرية الأمريكية، وفي المقام الأوّل جنود من كتائب الهجوم الأول والمظليين الأولى التابعة لقيادة المقدّم في القوات البحرية الأمريكية ميريت أوستن إدسون. على الرغم من أن دفاعات البحرية اجتيحت تقريبًا، لكن هجوم كاواغوتشي مُني بالهزيمة في نهاية المطاف، بالإضافة إلى تكبيد اليابانيين خسائر فادحة.
بسبب المشاركة الحاسمة لوحدة إدسون في الدفاع عن الحافة، يشار إليها عادةً باسم حافة «إدسون» في الروايات التاريخية للمعركة في المصادر الغربية. بعد معركة حافة إدسون، واصل اليابانيون إرسال قوّات إلى غوادالكانال من أجل بذل المزيد من المحاولات لاستعادة السيطرة على مطار هندرسون، مما أثّر على العمليات الهجومية اليابانية في مناطق أخرى من جنوب المحيط الهادئ.

## خلفية الأحداث

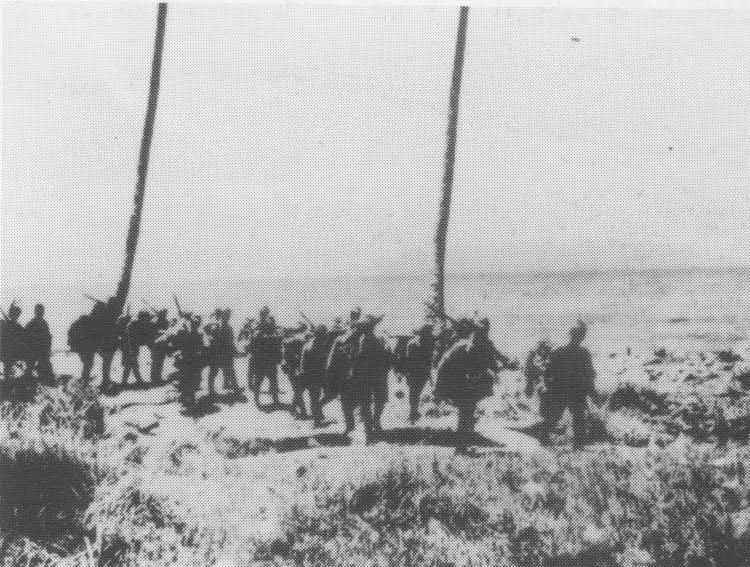
القوات اليابانية من فوج "آوبا" تسير على طول شاطئ غوادالكانال بعد وقت قصير من هبوطها خلال الأسبوع الأول من سبتمبر 1942.

### حملة غوادالكانال
في 7 أغسطس 1942 رست قوّات الحلفاء (قوّات الولايات المتحدة في المقام الأول) بقوّاتها على غوادالكانال وتولاجي، وجزر فلوريدا في جزر سليمان. كانت الغاية من عمليات الإنزال على الجزر منع اليابانيين من استخدامها كقواعد لتهديد طرق الإمداد بين الولايات المتحدة وأستراليا. وكانت تهدف أيضًا إلى تأمين الجزر كنقاط انطلاق لحملة تسعى إلى تحييد القاعدة اليابانية الرئيسية في راباول ودعم حملة الحلفاء في غينيا الجديدة. استهلّت عمليات الإنزال حملة غوادالكانال التي استمرّت ستة أشهر.
باغتت قوّات الحلفاء اليابانيين، عند حلول ليلة الثامن من أغسطس، ونفّذت قوّات الحلفاء إنزالاتها في تولاغي والجزر الصغيرة القريبة، بالإضافة إلى مطارٍ قيد الإنشاء في نقطة لونغا (9 ° 25′45 ″ S 160 ° 3′4 ″ E) في الشاطئ الشمالي لجزيرة غوادالكانال شرق العاصمة هونيارا الحالية. وضع فاندغريفت 11 ألف جنديٍ من فرقة البحرية الأولى في غوادالكانال في محيط واسع حول منطقة نقطة لونغا.
في 12 أغسطس، سُمّي المطار باسم هندرسون على اسم الرائد لوفتون هندرسون، وهو طيّار بحري كان قد سقط قتيلًا في معركة ميدواي. أُطلق على طائرات الحلفاء والطيارين الذين عملوا لاحقًا في ميدان هندرسون اسم «سلاح الجو الصبار» تيمّنت باسم رمز الحلفاء لغوادالكانال.
بهدف التصدّي لعمليات الإنزال التي نفّذها الحلفاء في غوادالكانال، أوكلت القيادة العامة للإمبراطورية اليابانية إلى الجيش السابع عشر للجيش الإمبراطوري الياباني -قيادة قوامها فيلق ومقرّها في راباول (4 ° 11′56 ″ S 152 ° 9′57 ″ E) وتحت قيادة الفريق هاروكيتشي هياكوتاكي- مهمّة استعادة غوادالكانال من قوّات الحلفاء. لم يكن لدى الجيش السابع عشر- الذي شارك بكثافة في الحملة اليابانية في غينيا الجديدة- سوى عددٌ قليل من الوحدات المُتاح إرسالها إلى منطقة جنوب جزر سليمان. من بين هذه الوحدات، كان لواء المشاة 35 -بقيادة اللواء كيوتاكي كاواغوتشي- في بالاو، وكان فوج المشاة الرابع (أوبا) في الفلبين، وفوج المشاة الثامن والعشرين (إيتشيكي)- تحت قيادة العقيد كيوناو إيتشيكي قد بدأت الإبحار في سفن النقل بالقرب من غوام. بدأت الوحدات المختلفة في التحرك نحو غوادالكانال على الفور؛ وصل فوج إيتشيكي -الأقرب- أولًا. نزل «العنصر الأول» لوحدة إيتشيكي -التي تتألف من حوالي 917 جنديًا- من مدمّرات في نقطة تيفو (9 ° 24′38 ″ S 160 ° 20′56 ″ E)، على بعد نحو 18 ميلًا (29 كم) شرق محيط لونغا في 19 أغسطس. مُستخفين من قوّة قوات الحلفاء في جوادالكانال، شنّ العنصر الأول التابع لوحدة إيتشيكي هجومًا جبهويًا ليليًا على المواقع البحرية في جدول القاطور على الجانب الشرقي من محيط لونجا في الساعات الأولى من صباح 21 أغسطس. جرى صد هجوم إيتشيكي وتكبيد خسائر فادحة للمهاجمين فيما أصبح يعرف باسم «معركة تينارو»: إذ قُتل جميع الرجال (بما في ذلك إيتشيكي نفسه) البالغ عددهم 917 من العنصر الأول ما عدا 128 رجلًا منهم في المعركة. عاد الناجون إلى تايفو بوينت، وأبلغوا مقر الجيش السابع عشر بهزيمتهم في المعركة، وانتظروا مزيدًا من التعزيزات والأوامر من رابول.